# 李宏麟
李宏麟(1963年—)，出生於台灣嘉義。現任PChome Online網路家庭及露天拍賣總經理。
曾於商業周刊 (台灣)、遠見雜誌從事傳播媒體工作、於出版集團IDG台灣分公司擔任Computer world、Windows World總編輯兼副發行人，PC home電腦家庭雜誌及PC Shopper電腦買物王雜誌創辦人。

## 現任及兼職
- 網路家庭國際資訊(股)公司董事兼總經理
- PChome Online InternationalCo.,(B.V.I.)董事
- 電週文化事業(股)總經理
- 露天市集國際資訊(股)公司總經理
- 賽特資訊服務(股)公司董事
- 網家旅行社(股)公司董事
- 露天市集國際資訊(股)公司董事
- 樂屋國際資訊股份有限公司董事
- 愛比科技(股)公司董事
- 橘子電視(股)公司董事
- 國際連(股)公司董事
- 宏本投資有限公司董事長
- 支付連國際資訊(股)公司董事
- 來客國際資訊(股)公司董事[2]

## 資料文獻
1. ↑  .   [2014-12-02]. （原始内容存档于2014-12-28）.
2. ↑  .   [2014-12-02]. （原始内容存档于2014-12-08）.